# Mazatenango
Mazatenango est la capitale du Département de Suchitepéquez au Guatemala, située à 165 km de la capitale du pays, la ville de Guatemala.
Située à proximité d'une plaine menant vers la côte de l'Océan Pacifique, elle est de ce fait sensiblement moins élevée que Guatemala ou Quetzaltenango. Cependant, le climat y est plus chaud et humide.
La ville est un centre commercial important sur la route de la côte Pacifique.